# 速达
速达，1972年出生，江苏南京人，毕业于北京电影学院，中国动画导演。速达是上海美术电影制片厂的第一位女性厂长。